# Приходна загуба
Бюджетната загуба е понятие, означаващо намаление на държавното имущество вследствие от недобро финансово управление, но не само на/по държавния бюджет. Българското законодателство не съдържа легална дефиниция на понятията за бюджетна и фискална загуба.
Според терминологията на Съдът към Италианската сметна палата, то може да е резултат от действия и/или бездействия на правителството, длъжностни лица и т.н. При реализиране на бюджетни загуби се носи административна и/или дисциплинарна отговорност от виновните длъжностни лица.
Според практиката на Съдът на Италианската сметна палата, бюджетната загуба е по-широко понятие от фискалната загуба, т.е. несъбраните вземания от/към държавата или друг публичен орган. Бюджетните загуби влияят пряко върху икономиката на страната и обществото като цяло, водейки след себе си до загуба на доверие в публичните институции и администрацията, а оттук и на доверие в държавата. Ето защо с оглед опазване на обществения интерес, те подлежат на наказателна санкция.
Фискалната загуба е имуществена вреда, а бюджетната обхваща както пропуснатите ползи, така и неимуществените вреди към фиска (примерно загуба на доверие в данъкоплатците).
Понятието и термина бюджетни, респективно фискални загуби са трайно навлезли и в правото на ЕС.